# Konrad Horny
Johann Konrad Horny (* November 1764 in Mainz; † 7. November 1807 in Weimar) war ein deutscher Maler, Zeichner und Kupferstecher.

## Leben
Horny war bis zum Mai 1784 Landschaftsmaler in der Höchster Porzellanmanufaktur. Seit 1785 lebte er in Weimar. Er begleitete 1792 Goethe zur Armee vor Mainz. Einige Räume von Goethes Haus am Frauenplan hatte er 1794/95 ausgemalt. Er wurde 1789 Lehrer an der fürstlichen freien Zeichenschule in Eisenach und damit Nachfolger von Adolph Friedrich Rudolph Temler. Ab 1795 war er Lehrer an der Fürstlichen freien Zeichenschule Weimar. Er war der Vater von Franz Horny, den er selbst an der Zeichenschule unterrichtete.
Horny betätigte sich auch als Kunsthändler. Im Jahre 1801 erhielt er die Konzession zur Eröffnung eines eigenen Verlagsbuch- und Kunsthandels. Die Regierung begann die Konzessionsvergabe offener zu gestalten, sodass neben dem Unternehmen von Friedrich Justin Bertuch weitere Verlage entstehen konnten wie eben der von Horny. Horny schuf auch Werke zusammen mit Georg Melchior Kraus.
Sein Grab befindet sich auf dem Historischen Friedhof Weimar.

## Bedeutung

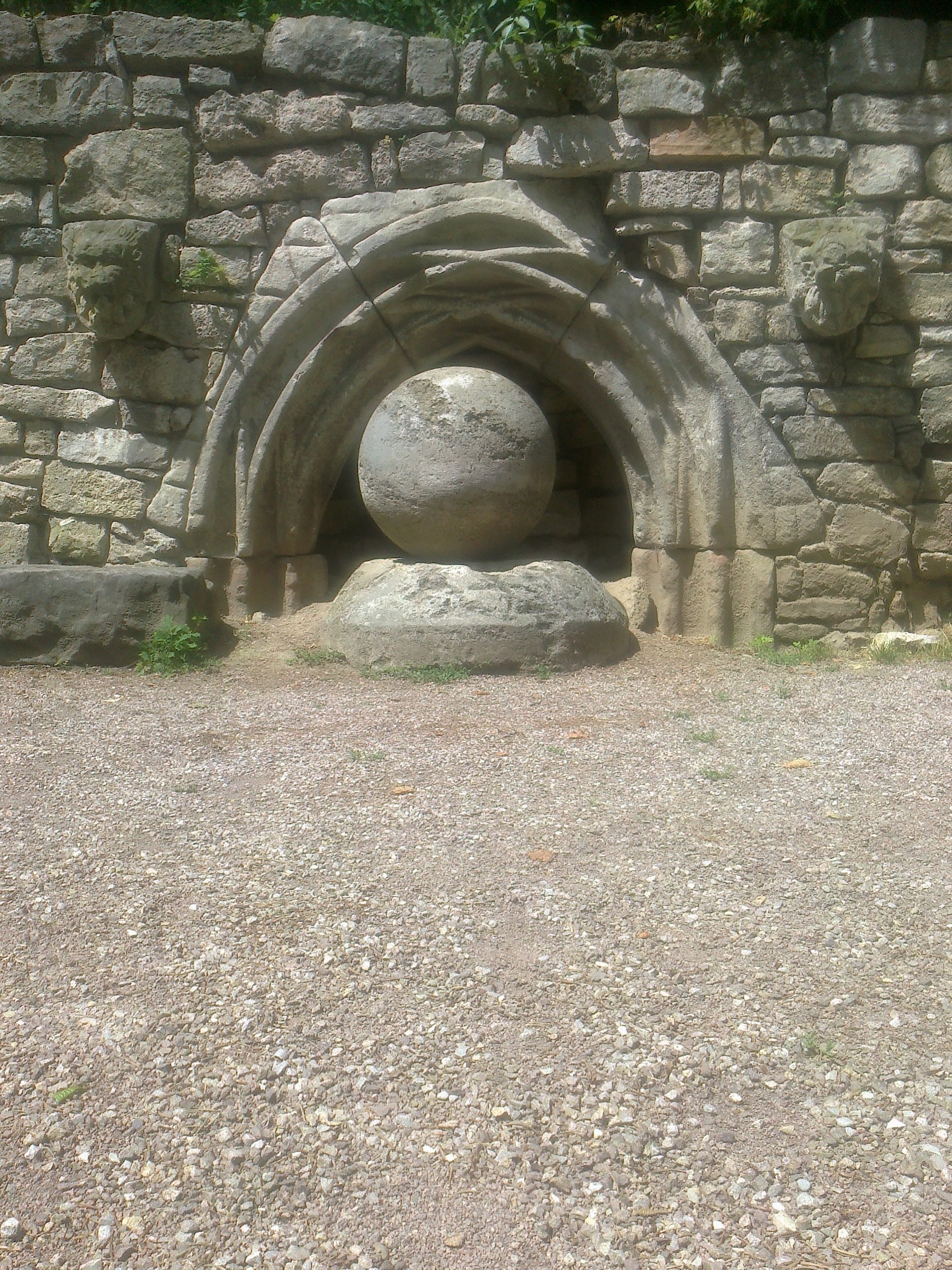
Sonnenuhr bei der künstlichen Ruine

Hornys Bedeutung als Grafiker beruht hauptsächlich in der Landschaftsmalerei von antiken Themen in Italien. Er war ein Künstler des Klassizismus. Nicht zufällig ist daher von ihm auch eine Zeichnung der berühmten Laokoon-Gruppe überliefert, die von Johann Christian Ernst Müller in Kupfer gestochen wurde. Im Schillerhaus Weimar befindet sich eine kolorierte Radierung, eine Ansicht der Insel und Stadt Lipari von der Ostseite aus dem Jahr 1795. Auch sind Zeichnungen von ihm aus dem Park an der Ilm in Weimar überliefert. Dazu gehört eine 1786 entstandene Zeichnung der künstlichen Ruine mit der davor unterhalb eines Spitzbogenfragmentes befindlichen kugelförmigen Sonnenuhr. Hornys Zeichnung zufolge hatte die Kugel ein Zahlenband, das aber nicht mehr zu erkennen ist. Wegen des Zahlenbandes ist die Kugel eindeutig als Sonnenuhr zu erkennen. Links und rechts vom Spitzbogenfragment ragen zwei Löwenköpfe aus der Mauer.
Dieses ist nicht die einzige Darstellung Hornys der „künstliche Ruine“, denn es gibt eine von der Westseite.